# Muscle triceps sural
Pour les articles homonymes, voir triceps et sural.

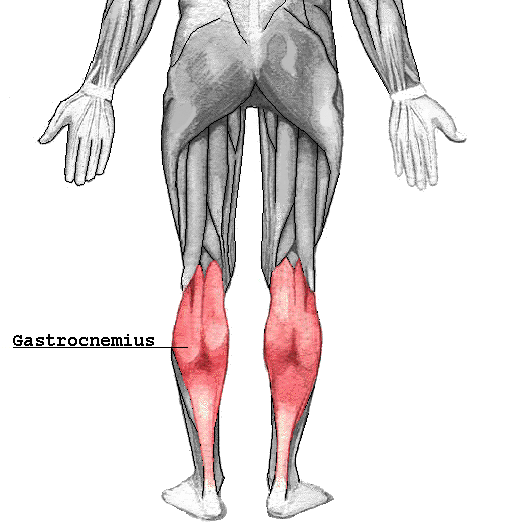

Le muscle triceps sural est un muscle du membre inférieur situé dans la jambe formant le mollet. Il est contenu dans la loge crurale postérieure superficielle.

## Description
Le muscle triceps sural est un long muscle volumineux constitué de l'union des muscles gastrocnémien (partie superficielle) et soléaire (partie profonde). Il contribue à la formation du galbe du mollet. Il unit le fémur, le tibia et la fibula au calcanéus par l'intermédiaire du tendon calcanéen,,. Il est tri-articulaire : l'articulation du genou, l'articulation talo-crurale et l'articulation subtalaire.

## Origine

### Muscle soléaire
Le muscle soléaire se fixe sur la partie postéro-médiale de la tête fibulaire, sur le bord latéral et sur la face postérieure de la fibula en débordant sur la membrane interosseuse de la jambe. Il se fixe au niveau du tibia sur la ligne du muscle soléaire. Ces deux points d'insertion sont reliés par l'arcade tendineuse du muscle soléaire sur laquelle le muscle complète sa fixation.

### Muscle gastrocnémien
Le muscle gastrocnémien est constitué de deux chefs. Un chef médial qui se fixe sur l'épicondyle médial du fémur, sur la face postérieure de la capsule de l'articulation du genou (coque condylienne médiale) et sur la face postéro-médiale du condyle médial du fémur.  Un chef latéral qui se fixe sur l'épicondyle latéral du fémur, sur la face postérieure de la capsule de l'articulation du genou (coque condylienne latérale) et sur la face postéro-latérale du condyle latéral du fémur.

## Trajet
Le muscle soléaire descend pour donner une lame tendineuse.
Les deux chefs du muscle gastrocnémien descendent en reposant sur les coques condylaires de l'articulation du genou, puis le muscle soléaire. Ils se réunissent à leur tiers moyen en donnant une lame tendineuse. Ses fibres musculaires descendent moins bas que celles du muscle soléaire.

## Terminaison
Les lames tendineuses des deux muscles se réunissent pour former le tendon calcanéen qui s'insère sur la tubérosité du calcanéum. Le tendon calcanéen reçoit également le tendon du muscle plantaire.

## Innervation
Le muscle triceps sural est innervé par le nerf tibial.

## Anatomie fonctionnelle
Le muscle gastrocnémien est tri-articulaires (l'articulation du genou, l'articulation talo-crurale et l'articulation subtalaire) et le muscle soléaire est bi-articulaire (l'articulation talo-crurale et l'articulation subtalaire).
Quand le pied est en flexion (ou flexion dorsale), le muscle gastrocnémien permet la flexion de l'articulation du genou, ce qui est responsable de la force propulsive de la locomotion.
Le muscle soléaire est extenseur du pied, ce qui permet de stabiliser la jambe sur le pied en station debout.
L'ensemble du muscle triceps sural est extenseur du pied (ou fléchisseur plantaire de la cheville). C'est donc le muscle de la marche et du saut qui permet de ramener l'arrière du pied vers le haut, donc d'abaisser les orteils ou d'élever le talon quand le pied est au sol.

## Aspect clinique
La pratique sportive ou une chute, peut provoquer une désinsertion musculaire et une élongation des fibres jusqu'à une rupture du tendon calcanéen (rare avant 30 ans).